# Kvit eller dobbelt (børne-tv-quiz)
 Ikke at forveksle med Otto Leisners tv-quiz af samme navn.
Kvit eller dobbelt er en dansk børne-tv-quiz, der sendes på DR Ultra nogle gange om ugen. Programmet er en ekspertquiz, hvor der er en ekspert til spørgsmålene. Værten er Christian Trangbæk.

## Koncept
Der er i alt seks spørgsmål, og første spørgsmål giver 125 kr. Derefter bliver det fordoblet så beløbene er 250 kr., 500 kr., 1.000 kr., 2.000 kr. og 4.000 kr. Det sidste spørgsmål skal besvares i "boksen", hvor opgaven er at identificere flere ting med relation til emnet (eksempelvis en række billeder af hajer eller kvinder som Christian 4. fik børn med). Deltageren vælger selv, om vedkommende vil have det næste spørgsmål, men svarer man ikke rigtigt, mister man alle de penge, der er optjent.
I de fleste episoder har to forskellige børn, der får spørgsmål i to forskellige emner.
Værten, Christian Trangbæk, stiller spørgsmålene og til hvert emne er der en voksen ekspert, der afgør om svaret er rigtigt eller ej.
Eksperterne er personer med viden inden for emnet, som f.eks. journalist Henrik Palle, historiker og museumsinspektør på Middelaldercentret Kåre Johannessen og astrofysiker Anja Cetti Andersen.

## Episoder
| Afsnit | Deltager        | Emner                                         | Ekspert                                                       | Resultat                                            | Deltage | Emner                                   | Ekspert                                                                | Resultat                                            |
| 1      |                 | One Direction (specialudgave med kun ét emne) | Sarah Nørgaard Jensen (forfatter og redaktør)                 | 0 kr. (svarer forkert på spørgsmålet til 1.000 kr.) |         |                                         |                                                                        |                                                     |
| 2      |                 | Harry Potter                                  | Henrik Palle (journalist)                                     | 0 kr. (svarer forkert på spørgsmålet til 500 kr.)   |         | Hajer                                   | Anders Kofoed (biolog på Den Blå Planet)                               | 0 kr. (svarer forkert på spørgsmålet til 4.000 kr.) |
| 3      |                 | Slipknot                                      | Anders Bøtter (radiovært)                                     | 0 kr. (svarer forkert på spørgsmålet til 2.000 kr.) |         | Christian 4.                            | Vivi Lena Andersen (arkæolog og museumsinspektør på Københavns Museum) | 4.000 kr.                                           |
| 4      |                 | Dirch Passer                                  | Preben Kristensen (skuespiller)                               | 1.000 kr.                                           |         | Landsholdsfodbold siden 1984            | Andreas Kragh (fodboldkommentator)                                     | 0 kr. (svarer forkert på spørgsmålet til 4.000 kr.) |
| 5      |                 | Titanic                                       | Rasmus Dahlberg (historiker)                                  | 500 kr.                                             |         | Dinosaurer                              | Eliza Estrup (biolog og palæontolog på GeoCenter Møns Klint)           | 4.000 kr.                                           |
| 6      |                 | Dressur                                       | Sidsel M. Johansen (dressurrytter)                            | 0 kr. (svarer forkert på spørgsmålet til 4.000 kr.) |         | Middelalderen i Danmark                 | Kåre Johannessen (historiker og museuminspektør på Middelaldercentret) | 1.000 kr.                                           |
| 7      |                 | Solsystemets måne                             | Anja Cetti Andersen (astrofysiker)                            | 0 kr. (svarer forkert på spørgsmålet til 500 kr.)   |         | Carl Barks                              | Roald Bergmann (formand for Danske Disney-entusiaster)                 | 4.000 kr.                                           |
| 8      |                 | Michael Jackson                               | Signe Vadgaard (radiovært på P3                               | 0 kr. (svarer forkert på spørgsmålet til 4.000 kr.) |         | 1.- og 2. verdenskrigs militærhistorie) | Kjeld Hald Galster (militærhistoriker)                                 | 0 kr. (svarer forkert på spørgsmålet til 4.000 kr.) |
| 9      |                 | Slanger                                       | Henrik Herold (direktør for Randers Regnskov)                 | 0 kr. (svarer forkert på spørgsmålet til 250 kr.)   |         | Napoleon                                | Jørn Boisen (institutleder på Københavns Universitet)                  | 4.000 kr.                                           |
| 10     |                 | Græske guder og helte                         | Gorm Tortzen (Lektor)                                         | 0 kr. (svarer forkert på spørgsmålet til 500 kr.)   |         | Steven Spielberg                        | Christian Monggaard (Filmritiker)                                      | 0 kr. (svarer forkert på spørgsmålet til 2.000 kr.) |
| 11     |                 | Lionel Messi                                  | Sebastian Stanbury (Journalist på Tipsbladet)                 | 0 kr. (svarer forkert på spørgsmålet til 2.000 kr.) |         | Romerriget                              | Tom Buk-Swienty (Historiker og Forfatter)                              | 1.000 kr.                                           |
| 12     |                 | Tour de France                                | Joakim Jakobsen (Journalist og Forfatter)                     | 0 kr. (svarer forkert på spørgsmålet til 2.000 kr.) |         | Andeby                                  | Jakob Stegelmann (Vært på Troldspejlet)                                | 4.000 kr                                            |
| 13     |                 | Vulkaner                                      | Henning Andersen (Forfatter og Foredragsholder)               | 4.000 kr.                                           |         | One Direction                           | Sarah Nørgaard Jensen (Foredragsredaktør og Forfatter)                 | 0 kr. (svarer forkert på spørgsmålet til 1.000 kr.) |
| 14     |                 | Bibelhistorie                                 | Cecilie Vestergaard Raaberg (Teologisk Konsulent og Redaktør) | 4.000 kr.                                           |         | Premier League                          | Morten Bruun (Fodblodkommentator)                                      | 0 kr. (svarer forkert på spørgsmålet til 4.000 kr.) |
| 15     | Aleksander Wind | Militærudstyr fra 2. verdenskrig              | Kjeld Hillingsø (Tidligere Generalløjtnant )                  | 0 kr. (svarer forkert på spørgsmålet til 2.000 kr.) |         | Harry Potter                            | Regitze Heiberg (Bogredaktør på Troldspejlet)                          | 0 kr. (svarer forkert på spørgsmålet til 1.000 kr.) |
| 16     |                 | Fugle                                         | Iben Hove Sørensen (Biolog)                                   | 0 kr. (svarer forkert på spørgsmålet til 500 kr.)   |         | DSB-tog                                 | Ole Munch Plum (Lokomotivfører og Forfatter)                           | 0 kr. (svarer forkert på spørgsmålet til 2.000 kr.) |
| 17     |                 | FCK                                           | Peter Møller (TV-Vært)                                        | 0 kr. (svarer forkert på spørgsmålet til 2.000 kr.) |         | Pokémon                                 | Jimmy Markus Larsen (Spiludvilkler)                                    | 4.000 kr.                                           |
| 18     |                 | Dragon Ball Z                                 | Adrian Pallis (Manga Eskpert)                                 | 0 kr. (svarer forkert på spørgsmålet til 4.000 kr.) |         | Nordiske guder                          | Jim Lyngvild (Forfatter)                                               | 4.000 kr.                                           |
| 19     |                 | Twilight                                      | Sasa Kovacevic (Stifter af Twilight Sitet)                    | 4.000 kr.                                           |         | Lystfiskeri                             | Allan Riboe (Præsident i Dansk Havfiskerforbund)                       | 4.000 kr.                                           |